# Michał Scipio del Campo
Michał Scipio del Campo (ur. 26 stycznia 1887 w Rajkach pod Berdyczowem, zm. 7 marca 1984 w Katowicach) – polski lotnik, inżynier metalurg i termodynamik, nestor polskiego lotnictwa.

## Życiorys

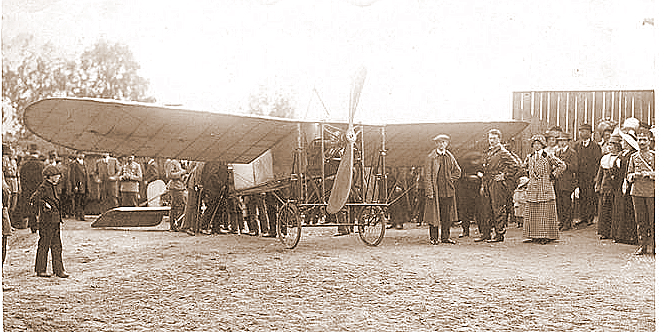
Michał Scipio del Campo, pokaz w Częstochowie, 1912 r.

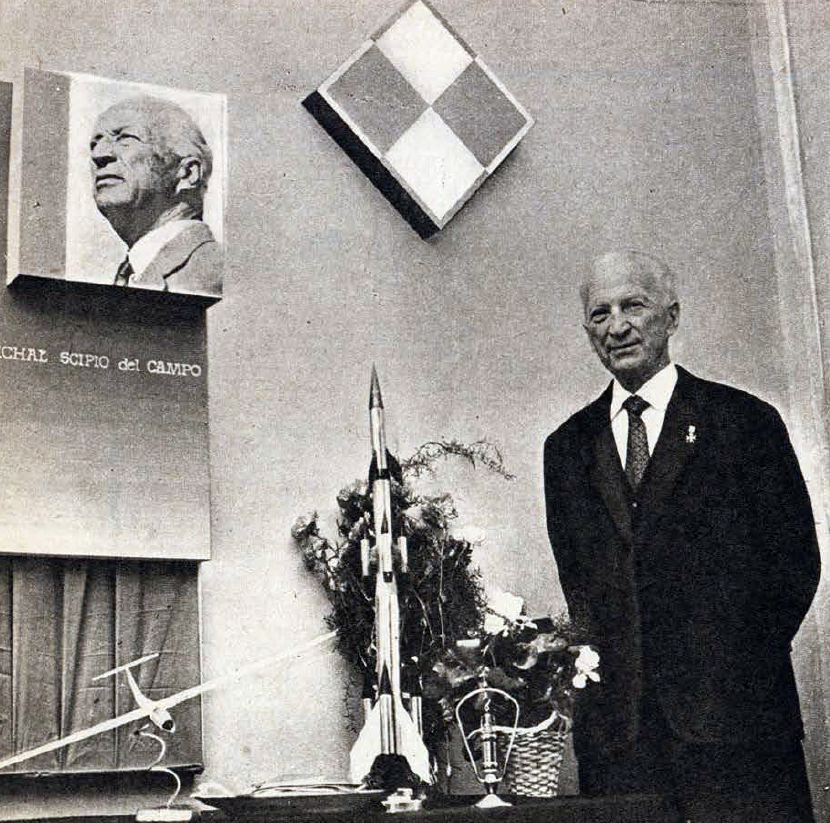
Michał Scipio del Campo podczas obchodów jego 90. urodzin

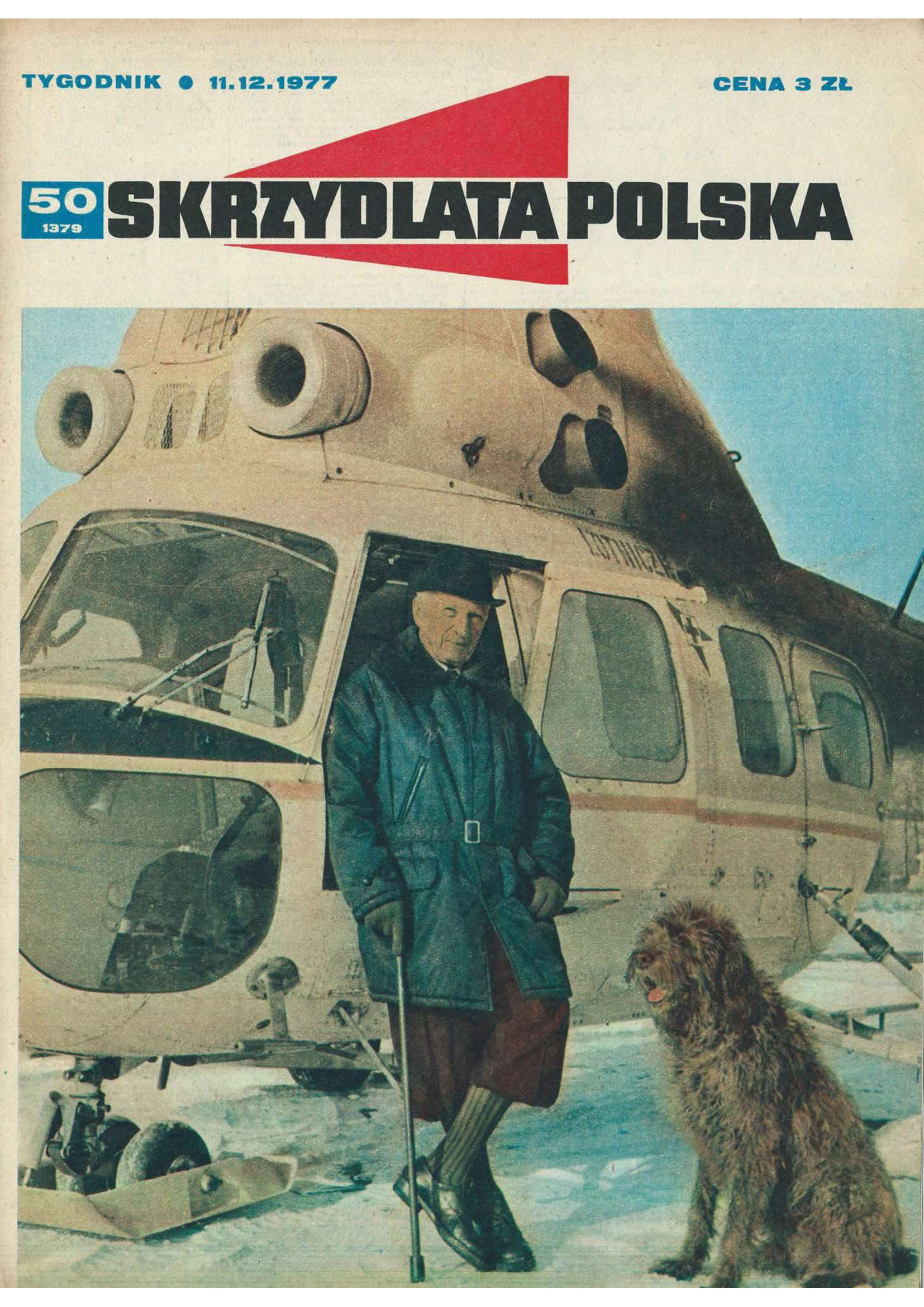
Michał Scipio del Campo na okładce „Skrzydlatej Polski”

Urodził się 26 stycznia 1887 w Rajkach pod Berdyczowem, w ziemiańskiej rodzinie Tadeusza (ur. 1846) i Józefy z Górskich. Ukończył gimnazjum realne w Kijowie i zdał w 1904 maturę. Studiował metalurgię na Politechnice w Sankt Petersburgu. Po roku studiów wyjechał do Francji. Odbył roczną służbę wojskową w 2 Konno-Górskim Dywizjonie armii rosyjskiej, uzyskał stopień chorążego rezerwy. W 1908 ukończył politechnikę w Lille i uzyskał dyplom inżyniera mechanika w specjalności budowy maszyn. Z lotnictwem związał się około 1905 roku, w 1906 wykonał swój pierwszy lot balonem wolnym, w lipcu 1910 uzyskał Dyplom Pilota nr 210 (Aeroklub Francuski). 13 sierpnia 1911 roku na samolocie Etrich Taube (jako pierwszy Polak) odbył lot nad Warszawą, nieświadomie łamiąc oficjalny policyjny zakaz. Lot ten trwał 18 minut na trasie lotnisko mokotowskie wzdłuż ul. Marszałkowskiej nad Ogród Saski, dalej krąg nad Starym Miastem i Zamkiem Królewskim, powrót na Pole Mokotowskie trasą wzdłuż Traktu Królewskiego i Al. Jerozolimskich.
25 września 1911 roku oblatał pierwszy całkowicie polski samolot skonstruowany przez Czesława Zbierańskiego i Stanisława Cywińskiego, zbudowany w warsztatach „Awiaty”. 26 września 1911 r. podjął próbę przelotu na trasie Warszawa – Petersburg na samolocie Farman VII, który miał być zademonstrowany rosyjskim władzom wojskowym. Przelot nie powiódł się na skutek katastrofy w okolicach Ostrowi Mazowieckiej. Udał się natomiast jego lot na trasie Petersburg - Moskwa. Był instruktorem szkoły pilotażu w towarzystwie „Awiata” w Warszawie w 1911, oblatywaczem w Moskwie i Kijowie.
W 1912 ożenił się. Do roku 1914 wykonywał wiele lotów pokazowych na różnych samolotach, głównie na terenach ówczesnej Rosji, m.in. nad Częstochową. Następnie latał Austro-Węgrzech: we Lwowie, w Tarnowie i Jaremczu, startując w tym ostatnim z małej łąki nad urwistym brzegiem Prutu, a także w Koszycach, Marmarosz-Sziget i Nagykároly. 13 października 1912 r., w drodze ze Lwowa do Wiednia, zatrzymał się w Bielsku na Śląsku Cieszyńskim, gdzie dał pokaz lotu na rzecz Macierzy Szkolnej dla Księstwa Cieszyńskiego. Startując dwukrotnie z boiska przy ul. Kolejowej dokonał na "aeroplanie systemu Blériota" dwóch przelotów nad Bielskiem i sąsiednimi miastami Białą i Lipnikiem (podczas drugiego lądowania złamał skrzydło w maszynie). Brał udział w mityngu lotniczym w 1914 w Carskim Siole wraz z Jankowskim i Lerchem.
Wybuch I wojny światowej zastał go z żoną w Paryżu. Podczas próby przejazdu do Rosji został zatrzymany na terenie Niemiec i internowany w Sassnitz na wyspie Rugii. Po kilku tygodniach uciekł stamtąd na szwedzkim statku i zamieszkał wraz z żoną w Sztokholmie. W tym czasie uzupełnił studia w Norwegii, po czym podjął pracę w szwedzkim koncernie jako inżynier termotechnik, specjalista budowy pieców przemysłowych. Po zakończeniu wojny objął kierownictwo biura koncernu w Berlinie, po czym kierował jego oddziałami w Mediolanie (1920–1923), Paryżu (1923–1926) i Rio de Janeiro (1926–1932).
W 1932 wrócił do Polski. Mieszkał po części w majątku rodzinnym na wsi, a częściowo w Warszawie, gdzie spędził lata okupacji i przeżył powstanie warszawskie. W 1945 przeniósł się na stałe do Katowic, gdzie pracował jako inżynier termodynamik przy budowie pieców metalurgicznych na czele własnego biura konstrukcyjnego.
W 1952 przeszedł na emeryturę, znając biegle dwanaście języków (rosyjski, angielski, francuski, niemiecki, włoski, hiszpański, portugalski, duński, szwedzki, norweski) zdał egzaminy państwowe i został tłumaczem przysięgłym. Od 1956 znany z działalności społecznej w środowisku lotniczym jako działacz Aeroklubu Śląskiego w Katowicach. Często był widywany na katowickim lotnisku Muchowiec.
Wystąpił w filmie Warszawskie skrzydła oraz w filmowym serialu telewizyjnym Polskie skrzydła.
Był mężem Ludwiki Hirschmann (zm. 1955).
Zmarł w Katowicach. Został pochowany z honorami jako nestor światowego lotnictwa 12 marca 1984 na cmentarzu ewangelickim przy ul. Francuskiej (sektor 10-1-1). W pogrzebie wzięli udział m.in. I sekretarz KW PZPR w Katowicach Bogumił Ferensztajn, wojewoda katowicki gen. dyw. pil. Roman Paszkowski, szef Wojewódzkiego Sztabu Wojskowego w Katowicach gen. bryg. Jan Łazarczyk oraz prezes Aeroklubu PRL gen. bryg. pil. Władysław Hermaszewski, który przemówił w imieniu lotników.

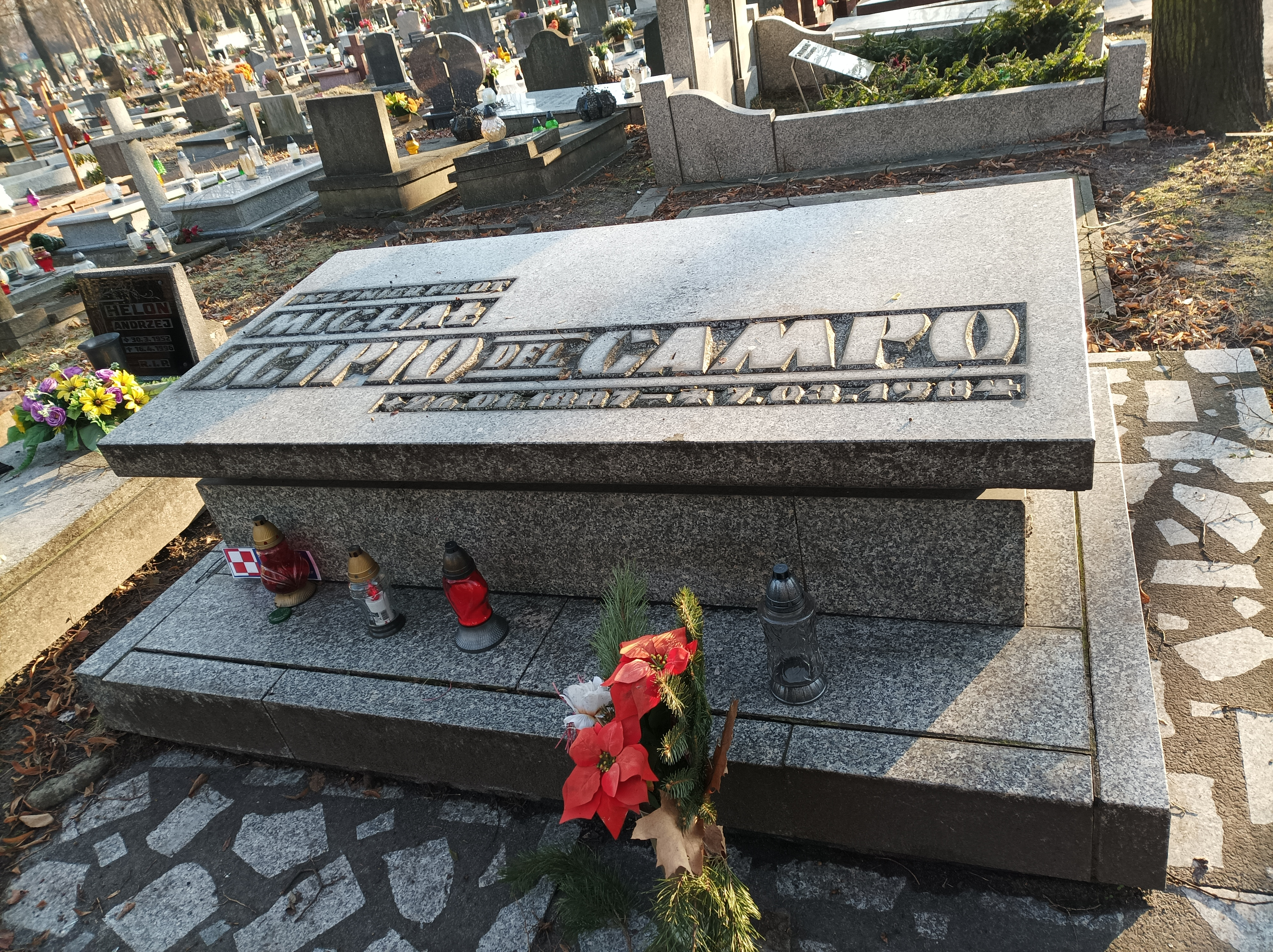
Grób Michała Scipio del Campo na cmentarzu ewangelickim przy ul. Francuskiej w Katowicach

## Ordery i odznaczenia[10]
- Krzyż Komandorski z Gwiazdą Orderu Odrodzenia Polski (1982)
- Krzyż Komandorski Orderu Odrodzenia Polski (1977)
- Krzyż Oficerski Orderu Odrodzenia Polski (1962)
- Krzyż Kawalerski Orderu Odrodzenia Polski (1958)
- Złoty Medal Aeroklubu PRL (1981)
- odznaka Zasłużony Działacz Lotnictwa Sportowego (1966)
- Złota Odznaka "Zasłużony w Rozwoju Województwa Katowickiego" (1967)
- Statuetka Ikara (1977)[11]

## Upamiętnienie
Jest uważany za jednego z trzech pierwszych rosyjskich pilotów, których nazwiska umieszczone są na tablicy honorowej w domu lotnika w Petersburgu.
Jest patronem ulicy w Katowicach.